# 異性装

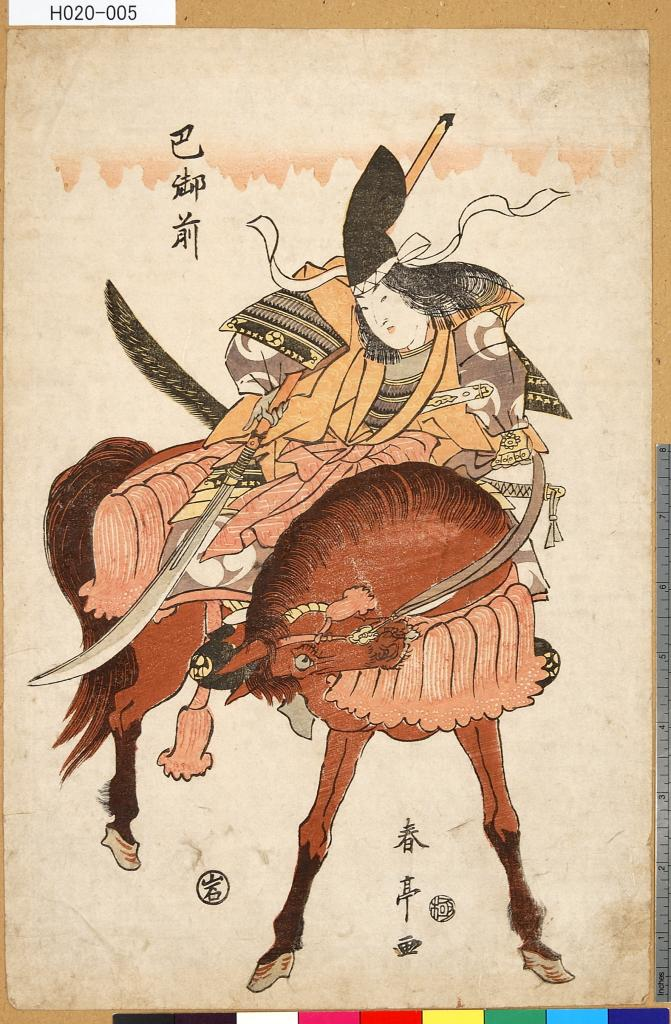
男装で戦った巴御前（勝川春亭画）

異性装（いせいそう）とは、文化的に自らの性役割に属するとされる服装をしないこと。
男性が女性に属する服装をすることを女装（じょそう）といい、女性が男性に属する服装をすることを男装（だんそう）という。

## 概要
従来の社会にある服装規範に違和感を持ち、自身の固定化された性別とは異なる性別の服装をすることをトランスヴェスティズム（transvestism）、一般に異性装を行う者をトランスヴェスタイト（transvestite）と呼んでいた。これは本来は医学的な概念としての呼称であり、今は時代遅れの用語とされている。これにネガティブなイメージを持つ異性装者が自ら生み出した呼称にクロスドレッサー（cross-dresser）がある。同様に異性装を行うことをクロスドレッシング(en:Cross-dressing)という。また自分または相手に、全体または一部の異性装をさせて性的に興奮を得るフェティシズムは、異性装フェティシズムともいう。両方とも比較的男性に一層多いことが知られている。
異性装をしている状態をA面（after）と表現する場合もある。逆に異性装者の異性装をしていない状態はB面（before）と表現される。

## 精神医学における異性装
世界保健機関（WHO）の『疾病及び関連保健問題の国際統計分類』（ICD）では以前は「性嗜好障害」の下に「フェティシズム的服装倒錯症」を分類していたが、2019年の「ICD-11」からは「性嗜好障害」の言葉を使わずに「パラフィリア症群」という言葉を用い、「フェティシズム的服装倒錯症」の用語はカテゴリから消えた。また、「ICD-10」では項目があった「両性役割服装倒錯症」は、臨床的な存在意義が認められないという理由で廃止された。
なお、変身願望を実現するための手段（ジェンダー表現）としての異性装は、いわゆる性同一性障害とは異なる（加えて「性同一性障害」という用語は「ICD-11」では「性別不合」に変更され、精神疾患として扱われなくなった）。

## 宗教上の禁忌
旧約聖書『申命記』の22章5節に

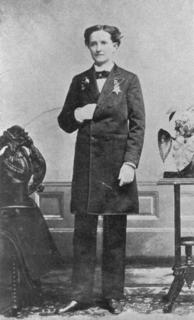
女性唯一の米国名誉勲章受章者メアリ・ウォーカー（1870年）。彼女は男装を咎められ何度も逮捕されている。

とあるため、同書を聖典（啓典）に含めるユダヤ教、キリスト教、イスラム教の戒律に抵触する。現代では世俗化が進み教会などにおいてもこの規定を重視しない社会が多いが、シャーリアを法源とするイスラム国家では異性装が犯罪となることもある。

### 軍装
異性装が宗教的禁忌となる社会では、女性軍人の軍装が異性装とみなされ問題となる。古くはジャンヌ・ダルクが異端審問で魔女と認定された理由のひとつが軍装を身に着けたことであった。
現代では、湾岸危機に際してアメリカ軍がイスラム国家のサウジアラビアに駐屯した際、米軍の女性軍人の存在に対してサウジアラビア政府が難色を示した。なお同じくイスラム国家であるイランでは、全身を覆うイスラームの女性装に則った軍服をまとった女性兵士の部隊がある。

## 異性装の理由

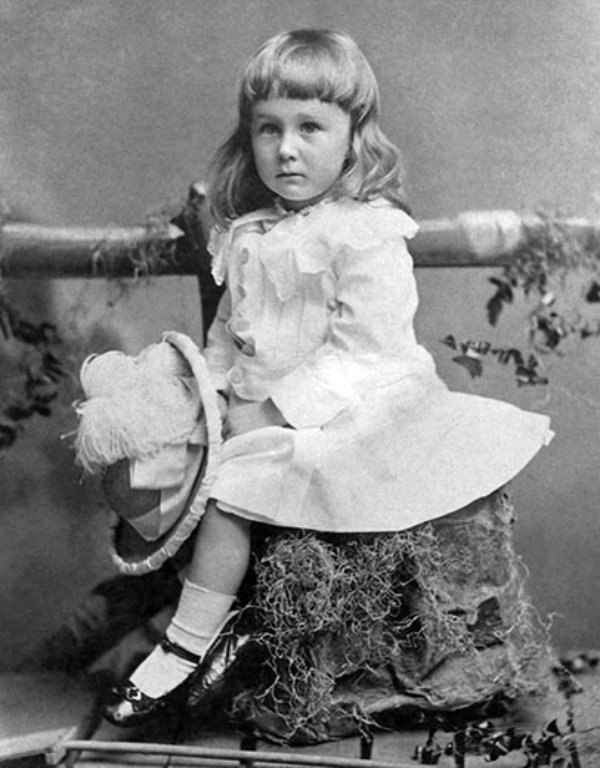
フランクリン・ルーズベルト 1884年撮影

宗教的祭礼の服装の場合や、遊戯（仮装）の服装の一種、身を隠す手段（変装）として一時的に異性装をする場合もある。
宗教
- 異性装は宗教儀式の一環として行われることもある。異性に属する神秘的な力を取り込む目的や、神が行った異性装を模倣する目的などがある。

例えば古代ギリシアではヘラクレスに仕える神官（男性）はヘラクレスに倣って女装を行った。
- 稚児にさせるかむろも幼年時の男児を女性とも取れる中性的な容姿にすることで、このような魔物から守る例から派生したと考えられている。
- 女性が男装をして舞う白拍子は宗教的行事のみならず芸能にも通じる。
- 他にも、男児に女装させる百石踊り（兵庫県三田市の駒宇佐八幡神社[4]）という雨乞い神事、村の長男に女装させる福島県会津美里町の早乙女踊り、男児が早乙女姿で田植えする諸田山神社（大分県国東市）の御田植祭り、氏子の男子が巫女装束で舞いを奉納する玉置神社（奈良県十津川村）例祭、稚児に女装させ舞わせる白鬚神社の田楽（佐賀市））などが挙げられる。その多くが元服前10歳から15歳前後以前の男子や男児に女装させる神事が日本各地に存在する。
- 近代日本では大本教教祖（正しくは男性聖師）の出口王仁三郎がしばしば女性装を行っていた。
- 女性の生命を生み出す力を取り込むための女装は原始宗教の中に広く見られる。

また、魔物に子供をとられないように、と、子供に異性装をさせるケースもある。これは魔物が目当ての子供を見つけられない、と考えて行われた。地域によっては病弱な子供だけ、という場合もあったようである。簡略として、男の子の髪型を垂髪にする、という場合も合った（南方熊楠がこれをやらされていた）。
アメリカでは、文化と宗教上の理由により、男子は6または7歳になるまで、社会規範としてジェンダーニュートラルな衣類、白いドレスなどの女子用の子供服を着せていた。その一例が、第32代アメリカ大統領、フランクリン・ルーズベルトの2歳半で撮影された幼少期の写真であり、当時の社会的慣習により、男の子は6歳か7歳まで女の子として扱われ、白いドレス、パテントレザーの靴、羽の帽子と長い髪といった中性的な衣装で過ごしていた。
芸術
- 何らかの事情により女性（もしくは男性）が役者として起用できない場合、その代替を異性装をした男性（もしくは女性）が担うことがある。こうした異性装を用いた上演は単なる代替にとどまらないその独特の美を高く評価されることもあり、後述する歌舞伎や宝塚歌劇団などには多くの支持者が存在する。

例えば歌舞伎は、いわゆる女歌舞伎が禁止された歴史があり、伝統的に男性のみで演じられるため、女形と呼ばれる女性を演じる役者が必要となった。また、宝塚歌劇団など女性のみで演じられる少女歌劇においても男性役を演じる男役が存在する。中国の京劇や越劇も異性装の使用で有名である。このように商業的に確立している演劇ジャンルのみならず、男子校・女子校などにおけるアマチュアの上演でも異性装を用いた上演はしばしば行われている。
- 上記のような男性のみ・女性のみの劇団でなくとも、固定的なキャスティングを打破して新しい表現を試みるなどの理由で男優に女性役を割り振ったり、女優に男性役を割り振ることもある。
- 劇においては、女装の役者をTravesti (theatre)（英語版）、男装の役者はズボン役などと呼ばれる。中国での演劇である京劇などにおいては、旦角（中国語版）、男旦（ナンタン）と呼ばれる。
- 映画『アイム・ノット・ゼア』においてボブ・ディランとおぼしき人物をケイト・ブランシェットが演じた例などが有名である。映画『1999年の夏休み』では、少年役を全て少女が演じ、カルト映画として熱狂的なファンが存在する。また、シェイクスピアの恋愛喜劇『十二夜』や映画『トッツィー』などに見られるように、プロットの上で主要登場人物が自分の身元を隠すために異性装を行うこともある。
- ドラァグ・クイーンやいわゆるヴィジュアル系バンドの一部をこの例と見る論がある。ただし、後者の例では異性の服装をただのファッションとして着用しているため、これは異性装には含めない場合の方が多い。

犯罪捜査・検挙
犯罪の捜査や検挙において、女装を行うことで目的を達しようとする手法も存在する。男性巡査が女装をし、いわゆる囮となってひったくり犯を検挙する試みが愛知県警により行われた。
ルールを破るため
- スポーツへの参加・観戦[7][8]。ポロ選手のスー・サリー・ヘイル（Sue Sally Hale）は、男装して参加して女性も参加できるようルールを変更させた[9]。
- 古代ギリシア医学では、女性が医療を行うのが禁止されていたが、女性医師アグノディケー（英語版） (Ἀγνοδίκη, Agnodikē)は男装をして医療を執り行った。

遊戯行為
変身願望や、余興としての仮装（コスプレ）や他者への道化などによって、異性装を行う場合がある。この場合も、行為者は自分が異性装を行っていると自覚していることも多い。
心理療法
神経症の治療法として異性装が有効な場合がある。
政治的主張の表明
文化的な性別役割を期待された服装規範をジェンダー規範の象徴と捉え、性差が曖昧な服装をすることにより、社会で必要以上に服装で男性と女性を区別しないファッションを主張する場合がある。この場合は性嗜好の逸脱がみられない為、「ユニセックス・ファッション」とされる。ただし日本ではユニセックスとは主に中性的な女性のファッションを表現することが多い。

## 異性装を描いた作品
上記の「異性装の理由／芸術」の項と、下記の「関連項目」も参照。
神話や伝説を多く含む古代の史書『古事記』『日本書紀』は、ヤマトタケルが女装して宴に潜入して、熊襲建を討ったと伝える。
中世文学においても異性装の物語は人気を博した。その代表的な作品が平安時代後期に描かれた『とりかへばや物語』であり、男装の女君と女装の男君がジェンダーを入れ替えて宮廷生活を送る物語である。平安時代末期の『有明の別れ』は男装の女君が隠れ身の術を使って活躍し、室町時代の短編物語絵巻『新蔵人物語』では主人公の女性が自らの意志で男装して宮中に上がる。
江戸時代には、小説や演劇等において異性装や男女の入れ替えといった発想を取り入れた作品が多く作られた。曲亭馬琴の小説『南総里見八犬伝』に登場する八犬士のうち2人（犬塚信乃・犬坂毛野）は女装で登場している。柳下亭種員・二世柳亭種彦・柳水亭種清が書き継いだ小説『白縫譚』の主人公若菜姫は男装している。歌舞伎『青砥稿花紅彩画（白浪五人男）』の主人公の一人である弁天小僧は女装して美人局を働く男性であり、女装のまま居直って正体を現す場面は「知らざあ言って聞かせやしょう」のセリフとともに知られている。神田祭や山王祭では、女性が男装する出し物があるなど異性装がしばしば行われており、これらを描いた浮世絵が多数現存する。これらの異性装は職業や立場によるもので、性的指向やアイデンティティとの関係は無いとされる。
近代において、実在の人物である川島芳子をモデルとした村松梢風の小説タイトルに使われた『男装の麗人』という言葉は、美男子に扮した女性を指す表現として広く使われた。こうしたキャラクターが登場する演劇や映画・テレビドラマ、漫画・アニメーション作品は現代に至るまで多数制作されている（『リボンの騎士（サファイア (リボンの騎士)）』や『ベルサイユのばら（オスカル・フランソワ・ド・ジャルジェ）
』など）。恋愛シュミレーションゲーム『ときめきメモリアル/ときめきメモリアルの登場人物（（伊集院レイ）項目参照））』には家のしきたりで外では男として生活するため男装したキャラクターも登場した。
逆に女装した男性が登場する作品もあり、サブカルチャーでは「男の娘」「バ美肉」と呼ばれるジャンルが存在する。

### 分類
- 女装 - 男装
  - 女形
  - ドラァグクイーン
  - ドラァグキング
- 稚児
- 衆道
- トランスヴェスタイト（英語版） - ラテンアメリカの文化
- AFAB queen（英語版）
- 少年愛 - 少年性愛 - ショタコン
- 男の娘 - ロリショタ

### マスメディアにみる異性装
- 映画・テレビ番組中の異性装
- 美川憲一
- マツコ・デラックス